# Cyclosorus laete-strigosus
Cyclosorus laete-strigosus là một loài thực vật có mạch trong họ Thelypteridaceae. Loài này được (C.B. Clarke) Ching mô tả khoa học đầu tiên năm 1938.